# Montfortanenklooster (Schimmert)
Het Montfortanenklooster was een klooster van de Montfortanen te Schimmert, Op de Dries 33, in de Nederlandse gemeente Beekdaelen.

## Geschiedenis
De Montfortanen, gevestigd in Frankrijk, zochten een heenkomen teneinde hun opleiding veilig te stellen voor de Franse seculariseringspolitiek. In 1881 werd te Schimmert een boerderij gevonden, huize Willems genaamd. Een woonhuis op enkele kilometer afstand zou een vestigingsplaats worden voor de vrouwelijke tak van de orde, Dochters der Wijsheid genaamd.
Einde 1881 kwamen de eerste Montfortanen over vanuit Pontchâteau. In 1884 begon men de bouw van de Apostolische school Sainte-Marie in de buurtschap Op de Bies en, hoewel de kloostergemeenschap grotendeels Franstalig was en bleef, begonnen er ook diverse Nederlandse novicen hun opleiding. In 1887 werd het noviciaat overgebracht naar Meerssen. In 1908 werd op het dak van de Apostolische school een enorm bronzen Mariabeeld gehesen teneinde "openlijk de heerschappij van Maria over ons en heel de streek te erkennen".
Tot 1973 bleef de school in gebruik. 2876 jongens hebben er hun seminarie-opleiding gevolgd. Het gebouw kreeg een andere functie: Als Huize Op den Bies werd het in gebruik genomen door een stichting voor gehandicapte kinderen. Vanaf 1993 een asielzoekerscentrum, om in 2003 te worden gesloopt teneinde plaats te maken voor luxe villa's. De Montfortanen verhuisden in 1974 naar een nieuw, kleiner, klooster achter de kerk van Schimmert.

## Gebouw
Het betrof een groot complex in carrévorm, met daaraan een kapel gebouwd waarin enkele fraaie glas-in-loodramen waren aangebracht. De voorgevel had in het midden een iets verhoogd vierkant gebouw onder tentdak, bekroond met een koepeltje waarop het bronzen Mariabeeld was geplaatst.
Van het gebouw is niets meer overgebleven. Een in 2006 geplaatst monument herinnert nog aan de voormalige activiteiten van de Montfortanen.